# Ruch Momentum
Ruch Momentum (węg. Momentum Mozgalom) – węgierska centrowa partia polityczna założona w 2017 roku.
Partia powstała z ruchu obywatelskiego, którego celem było przeprowadzenie referendum przeciwko organizowaniu przez Węgry Letnich Igrzysk Olimpijskich w 2024. Niezbędne do rozpisania referendum podpisy zostały zdobyte, lecz ono się nie odbyło, gdyż rząd Orbána sam wycofał się z pomysłu organizacji igrzysk.
W wyborach parlamentarnych z 2018 kandydaci Momentum startowali z większości okręgów wyborczych. Partia uzyskała w wyborach 3,06%, nie przekraczając wynoszącego 5% progu wyborczego i nie zdobywając żadnego mandatu w Zgromadzeniu Narodowym.
Partia wspiera małżeństwa osób tej samej płci i dekryminalizację konopi.